# Hometown Cha-Cha-Cha
Hometown Cha-Cha-Cha (Hangul: 갯마을 차차차; RR: Gaenmaeul Chachacha) és una sèrie de televisió sud-coreana del 2021 protagonitzada per Shin Min-a, Kim Seon-ho i Lee Sang-yi. És un remake de la pel·lícula sud-coreana del 2004 Mr. Handy, Mr. Hong. Es va emetre del 28 d'agost al 17 d'octubre de 2021 els dissabtes i diumenges de tvN a les 21:00 (KST). També està disponible internacionalment per a streaming a Netflix.